# Veljačko polje
Veljačko polje je krško polje u Bosni i Hercegovini.
Nalazi se sjeverozapadno od Ljubuškog, zapadna Hercegovina. Kroz polje protječe rijeka-ponornica Mlade. Veljačko je polje plavno i ugroženo od poplava.
U prvoj polovici 19. stoljeća, za uprave Ali paše Rizvanbegovića, provedena je melioracija dijela Veljačkoga polja uz tok Mlada.
Na zapadnom rubu polja nalazi se naselje Veljaci.